# Next Generation ATP Finals 2022
El Next Generation ATP Finals 2022, oficialment conegut com Intesa Sanpaolo Next Gen ATP Finals 2022, és un esdeveniment d'exhibició de la temporada 2022 de tennis en categoria masculina per a tennistes menors de 21 anys. La cinquena edició del torneig es va celebrar sobre pista dura entre el 8 i el 12 de novembre de 2022 al Allianz Cloud Arena de Milà, Itàlia.

## Classificació
Al torneig hi van accedir els set millor classificats en el rànquing "ATP Race to Milan", a banda d'un convidat per l'organització. Els tennistes seleccionables havien de ser menors de 21 anys a l'inici de la temporada (nascuts el 2001 o posterior).
| Núm. | Rq  | Tennista          | Punts | Any naixement |
| ---- | --- | ----------------- | ----- | ------------- |
| −    | 1   | Carlos Alcaraz    | 6.820 | 2003          |
| −    | 18  | Holger Rune       | 2.911 | 2003          |
| −    | 12  | Jannik Sinner     | 2.410 | 2001          |
| 2    | 23  | Lorenzo Musetti   | 1.865 | 2002          |
| 3    | 45  | Jack Draper       | 1.020 | 2001          |
| 4    | 50  | Brandon Nakashima | 927   | 2001          |
| 5    | 75  | Jiří Lehečka      | 715   | 2001          |
| 6    | 90  | Tseng Chun-hsin   | 611   | 2001          |
| 7    | 116 | Dominic Stricker  | 497   | 2002          |
| 8    | 122 | Francesco Passaro | 473   | 2002          |
| 9    | 140 | Matteo Arnaldi    | 419   | 2001          |
| S1   | 129 | Luca Nardi        | 452   | 2003          |
| S2   | 141 | Timofey Skatov    | 402   | 2001          |

|  | Classificats per l'ATP Finals 2022 |
|  | Renúncia                           |

## Fase grups

### Grup Verd
| CS | Tennista          | B. Nakashima                     | J. Lehečka          | F. Passaro                          | M. Arnaldi                          | V − D | Sets | Jocs  | Pos. |
| 4  | Brandon Nakashima |                                  | 4−1, 4−3(2), 4−2    | 4−3(4), 4−2, 4−1                    | 2−4, 4−3(7), 4−3(4), 3−4(4), 4−2    | 3−0   | 9−2  | 41−28 | 1    |
| 5  | Jiří Lehečka      | 1−4, 3−4(2), 2−4                 |                     | 4−1, 4−3(7), 4−1                    | 4−3(5), 4−1, 4−3(4)                 | 2−1   | 6−3  | 30−24 | 2    |
| 8  | Francesco Passaro | 3−4(4), 2−4, 1−4                 | 1−4, 3−4(7), 1−4    |                                     | 4−3(7), 2−4, 3−4(4), 4−3(4), 4−3(8) | 1−2   | 3−8  | 28−41 | 3    |
| 9  | Matteo Arnaldi    | 4−2, 3−4(7), 3−4(4), 4−3(4), 2−4 | 3−4(5), 1−4, 3−4(4) | 3−4(7), 4−2, 4−3(4), 3−4(4), 3−4(8) |                                     | 0−3   | 4−9  | 40−46 | 4    |

### Grup Vermell
| CS | Tennista         | L. Musetti                             | J. Draper              | C-h. Tseng            | D. Stricker                            | V − D | Sets | Jocs  | Pos. |
| 2  | Lorenzo Musetti  |                                        | 1−4, 0−4, 3−4(3)       | 4−2, 4−2, 4−2         | 3−4(5), 3−4(6), 4−3(7), 4−3(6), 3−4(3) | 1−2   | 5−6  | 33−36 | 3    |
| 3  | Jack Draper      | 4−1, 4−0, 4−3(3)                       |                        | 1−4, 4−2, 4−3(2), 4−2 | 3−4(5), 3−4(5), 3−4(5)                 | 2−1   | 6−4  | 34−27 | 2    |
| 6  | Chun-hsin Tseng  | 2−4, 2−4, 2−4                          | 4−1, 2−4, 3−4(2), 2−4  |                       | 2−4, 1−4, 2−4                          | 0−3   | 1−9  | 22−37 | 4    |
| 7  | Dominic Stricker | 4−3(5), 4−3(6), 3−4(7), 3−4(6), 4−3(3) | 4−3(5), 4−3(5), 4−3(5) | 4−2, 4−1, 4−2         |                                        | 3−0   | 9−2  | 42−31 | 1    |

## Fase final
| Semifinals | Semifinals        | Semifinals | Semifinals | Semifinals | Semifinals | Semifinals |  |  | Final | Final             | Final | Final | Final | Final | Final |
|            |                   |            |            |            |            |            |  |  |       |                   |       |       |       |       |       |
| 4          | Brandon Nakashima | 4          | 1          | 4          | 4          |            |  |  |       |                   |       |       |       |       |       |
| 3          | Jack Draper       | 36         | 4          | 2          | 35         |            |  |  |       |                   |       |       |       |       |       |
|            |                   |            |            |            |            |            |  |  | 4     | Brandon Nakashima | 4     | 4     | 4     |       |       |
|            |                   |            |            |            |            |            |  |  | 5     | Jiří Lehečka      | 35    | 36    | 2     |       |       |
| 5          | Jiří Lehečka      | 4          | 4          | 2          | 4          |            |  |  |       |                   |       |       |       |       |       |
| 7          | Dominic Stricker  | 1          | 34         | 4          | 1          |            |  |  |       |                   |       |       |       |       |       |